# Meriania calophylla
Meriania calophylla là một loài thực vật có hoa trong họ Mua. Loài này được (Cham.) Triana mô tả khoa học đầu tiên năm 1871.